# Ischyja recta
Ischyja recta är en fjärilsart som beskrevs av Swinhoe 1902. Ischyja recta ingår i släktet Ischyja och familjen nattflyn. Inga underarter finns listade i Catalogue of Life.